# Roannes-Saint-Mary
Roannes-Saint-Mary – miejscowość i gmina we Francji, w regionie Owernia-Rodan-Alpy, w departamencie Cantal.
Według danych na rok 1990 gminę zamieszkiwało 939 osób, a gęstość zaludnienia wynosiła 26 osób/km² (wśród 1310 gmin Owernii Roannes-Saint-Mary plasuje się na 243. miejscu pod względem liczby ludności, natomiast pod względem powierzchni na miejscu 125.).